# ازدياد حيوي
الازدياد الحيوي هو إدخال مجموعة طبيعية من الميكروبيات أو معاملات الهندسة البيئية لمعالجة المياه والتربة الملوثة. الخطوة الأولى لذلك هو دراسة معاملات التوطن المتاحة في المكان لتحديد ما إذا كانت التدخلات الحيوية ممكنة. إذا كانت التشكيلة الاصلية لا تملك القدرة على التمثيل الغذائي لتنفيذ عملية المعالجة عليها في هذه الحالة من الطرق المعقدة تستخدم التشكيلات المنتجة خارجياً. الازدياد الحيوي مستخدم في معالجة المياه الملوثة للبلدية لإعادة تشغيل مفاعلات الترسيب الطيني. في أكثر الثقافات المتوفرة تحتوي اتحاد داعم مالي على أساس بحثي للثقافة الجرثومية، يتضمن ذلك كل الأحياء الميكروية اللازمة (GENUS: B. licheniformis, B. thurengensis, B. polymyxa, B. sterothemophilus, Penicillium sp., Aspergillus sp., Flavobacterium, Arthrobacter, Pseudomonas, Streptomyces, Saccaromyces, Triphoderma, وغيرها) حيث أن أنظمة المفاعلات الترسييب الطيني تعتمد بشكل عام على الأحياء الدقيقة مثل البكتريا، أحياء وحيدة الخلية(أوليات) ،النيماتودا ،الدوارات والفطريات القادرة على إفساد المواد العضوية الحيوية القابلة للإفساد. مصدر منتجات الازدياد الحيوي متوفة في 

## الازدياد الحيوي للمذيبات الكلورية
المنطقة التي تحوي تربة أو مياه جوفية ملوثة بهيدرو كربون الكلوري مثل ثلاثي كلورو الإيثيلين يستخدم فيها الازدياد الحيوي للتأكد من أن الأحياء في موضعها الأصلي ممكن ان تفسد هذه الملوثات إلى إيثيلين وكلوريد وهي مركبات غير سامة. عادة تستخدم هذه الطريقة لمعالجة المذيبات الكلورية لكن يمكن استعمالها مع كل من كلوروميثان ،كلوروإيثان وميثيل ثالثي بوتيل الإيثر. التطبيق الأول للازدياد الحيوي في المذيبات الكلورية كان في ملحق حقل كيلي TX (Major et al., 2002).
يتم تنفيذ الازدياد الحيوي بالتداخل مع إضافة متبرع إلكتروني (biostimulation) للوصول غلى حالات جيوكيميائية للمياه الجوفية التي يفضّل أن تزداد بالأحياء الدقيقة المزيلة للكلور بطريقة الازدياد الحيوي.

## اقرأ أيضاَ
- معالجة المياه الجوفية